# 24 cm Kanone L/46
Il 24 cm Kanone L/46 era un cannone pesante d'assedio tedesco utilizzato durante la seconda guerra mondiale.

## Storia
Questo cannone, prodotto dalla Krupp, fu immesso in servizio nel 1937 in pochissimi esemplari. Il pezzo era simile ad un 15 cm K 39 opportunamente ingrandito, con un affusto ruotato a coda unica invece che a cosce divaricabili. Disponeva di una piattaforma di tiro per il tiro costiero ed era dotato quadranti a trasmissione elettrica per i dati di puntamento. Per il trasporto il pezzo veniva scomposto in 3 o 4 carichi.